# Farkas József (tanár)
Farkas József (Resicabánya, 1816. – Isztambul, 1878 után) mérnök, tanár, főreáliskolai igazgató.

## Élete
Főreáliskolai igazgató tanár volt Pozsonyban, ahol a magyar nyelvet és mennyiségtant tanította 1863. december 18-ától 1871. április 17-éig, midőn lemondott állásáról és Konstantinápolyba költözött ki, ahol meghalt.

## Munkái
- Über die Organisation der Mittelschulen (Programm der öff. städt. Ober-Realschule in Pressburg 1868.)

Szerkesztette a főreáliskola Értesítőit (1864–70-ig németül.)